# Agrostis goughensis
Agrostis goughensis é uma espécie de gramínea do gênero Agrostis, pertencente à família Poaceae.